# Eden (Nova York)
Eden és una concentració de població designada pel cens dels Estats Units a l'estat de Nova York. Segons el cens del 2000 tenia 3.579 habitants.

## Demografia
Segons el cens del 2000, Eden tenia 3.579 habitants, 1.241 habitatges, i 987 famílies. La densitat de població era de 245 habitants per km².
Dels 1.241 habitatges en un 39,2% hi vivien nens de menys de 18 anys, en un 68,9% hi vivien parelles casades, en un 7,4% dones solteres, i en un 20,4% no eren unitats familiars. En el 18,4% dels habitatges hi vivien persones soles el 8,6% de les quals corresponia a persones de 65 anys o més que vivien soles. El nombre mitjà de persones vivint en cada habitatge era de 2,82 i el nombre mitjà de persones que vivien en cada família era de 3,22.
Per edats la població es repartia de la següent manera: un 27,8% tenia menys de 18 anys, un 6% entre 18 i 24, un 29,6% entre 25 i 44, un 23,8% de 45 a 60 i un 12,7% 65 anys o més.
L'edat mediana era de 38 anys. Per cada 100 dones de 18 o més anys hi havia 100,3 homes.
La renda mediana per habitatge era de 55.659 $ i la renda mediana per família de 60.081 $. Els homes tenien una renda mediana de 41.597 $ mentre que les dones 27.159 $. La renda per capita de la població era de 23.579 $. Entorn de l'1,3% de les famílies i el 3,1% de la població estaven per davall del llindar de pobresa.